# Antonio Lanfranchi
Antonio Lanfranchi (Grondone di Ferriere, 17 mei 1946 – Modena, 17 februari 2015) was een Italiaans geestelijke en aartsbisschop van de Rooms-Katholieke Kerk.
Lanfranchi bezocht het kleinseminarie van Piacenza en studeerde vervolgens aan het grootseminarie in diezelfde stad. In Rome zette hij zijn studies voort. Hij behaalde aan de Pauselijke Lateraanse Universiteit en aan de Pauselijke Salesiaanse Universiteit graden in de theologie en de onderwijskunde. Hij werd op 4 november 1971 priester gewijd.
Lanfranchi vervulde vervolgens pastorale en bestuurlijke functies binnen het bisdom Piacenza-Bobbio, waar hij in 1996 werd benoemd tot vicaris-generaal. Op 3 december 2003 werd hij benoemd tot bisschop van Cesena-Sarsina. Hij werd bisschop gewijd op 11 januari 2004 door Luciano Monari, toentertijd bisschop van Piacenza-Bobbio. Op 27 januari 2010 werd hij benoemd tot aartsbisschop-abt van Modena-Nonantola. Hij werd niet lang daarna vereerd met het ereburgerschap van Cesena.

## Werken
- Lanfranchi A., bijdrage in: Torresin A. (acd.), "Presbiterio è comunione. Riflessioni teologiche e pastorali ", Milaan, Ancora, 2007
- Lanfranchi A. et al., "Vivere il vangelo oggi. Per un profilo del laico di Azione Cattolica", Milaan, In Dialogo, 2005
- Lanfranchi A. et al., "Io ho scelto voi : per una pastorale rinnovata degli adolescenti", Rome, Ed. Paoline, 1984